# 中央州 (ソロモン諸島)
中央州（ちゅうおうしゅう、英語: Central Province）は、ソロモン諸島の州。ソロモン諸島中部の州であり、フロリダ諸島およびサボ島を中心としている。ガダルカナル州の北に位置する。1995年7月20日に州南部がレンネル・ベローナ州が分離した。行政府所在地はツラギ島のツラギ。人口は30,326人（2019年国勢調査）。

## 中国企業への賃貸
2019年9月、中央州は、ツラギ島全域を中国国営企業に貸し出すことを発表したが、10月25日までに法務長官から契約無効が宣言されている。アメリカのマーク・エスパー国防長官は、中央政府の決定に支持を表明したが、中国の耿爽報道官はアメリカ側の発言をソロモン諸島との関係を損なおうする試みだと批判。問題は中央州と中央政府と間で連携が取れていなかったことが原因として、企業に対し中央政府と協議するよう働きかけるとしている。